# Rezerwy na świadczenia emerytalne
Rezerwy na świadczenia emerytalne – zobowiązania wynikające z przeszłych zdarzeń oraz obowiązki wykonania świadczeń o wiarygodnie określonej wartości, które spowodują wykorzystanie już posiadanych lub przyszłych aktywów a ich termin wymagalności nie jest pewien.
Podmioty gospodarcze zobligowane są przepisami bilansowymi do dokonania tzw. biernych rozliczeń międzyokresowych kosztów w wysokości prawdopodobnych zobowiązań przypadających na bieżący okres sprawozdawczy, wynikających z obowiązku wykonania, związanych z bieżącą działalnością, przyszłych świadczeń na rzecz pracowników, w tym świadczeń emerytalnych, których kwotę można oszacować w sposób wiarygodny, mimo że data powstania zobowiązania nie jest jeszcze znana. Te zobowiązania powinny być prezentowane jako rezerwy na zobowiązania.
Rezerwy na odprawy emerytalne tworzy się tylko wtedy, gdy z przepisów prawa, układu pracy lub umów o pracę jednoznacznie wynika, że na pracodawcy ciąży obowiązek ich wypłaty i ich wysokość jest istotna, w związku z czym ich nieuwzględnienie w sprawozdaniu finansowym zniekształciłoby obraz sytuacji finansowej i majątkowej oraz wynik finansowy jednostki.
Jest wiele metod liczenia rezerw na odprawy emerytalne. Krajowy Standard Rachunkowości wskazuje, aby przy wycenie świadczeń emerytalnych i podobnych kierować się postanowieniami MSR 19 „Świadczenia pracownicze”.
Zalecaną metodą szacowania rezerw na te świadczenia jest wycena aktuarialna. Wycena rezerw uwarunkowana jest wieloma czynnikami (np. warunki makroekonomiczne, rotacja pracowników, ryzyko śmierci).